# Relaciones Comoras-Rusia
Las relaciones Comoras-Rusia son las relaciones diplomáticas  entre la Unión de las Comoras y la Federación Rusa.
Las relaciones diplomáticas se establecieron el 6 de enero de 1976 a nivel de embajada.